# Кожухар Семен Тимофійович
Семен Тимофійович Кожухар (1 травня 1904, село Великосербулівка, тепер Миколаївської області — ?, місто Кишинів, Молдова) — молдавський радянський державний і комуністичний діяч, 1-й секретар Кишинівського міського комітету КП(б) Молдавії, 1-й секретар Кишинівського окружного комітету КП(б) Молдавії, голова Верховної Ради Молдавської РСР (1951—1959). Кандидат у члени Бюро ЦК КП(б) Молдавії в 1951—1952 роках. Депутат Верховної Ради Молдавської РСР 2—5-го скликань. 

## Життєпис
Член ВКП(б) з 1931 року.
Перебував на відповідальній комсомольській роботі, з 1936 року працював в апараті Григоріопольського районного комітету КП(б)У Молдавської АРСР та в апараті Молдавського обласного комітету КП(б)У. З 1940 по червень 1941 року — в апараті ЦК КП(б) Молдавії.
З червня 1941 по липень 1944 року — в Червоній армії, учасник німецько-радянської війни. Служив у 53-му запасному стрілецькому полку 11-ї запасної стрілецької бригади, був помічником начальника агентурного відділення розвідувального відділу штабу Північно-Кавказького фронту.
У 1944 році — завідувач відділу пропаганди та агітації Кишинівського повітового комітету КП(б) Молдавії.
У 1944—1949 роках — завідувач відділу шкіл та вищих навчальних закладів ЦК КП(б) Молдавії.
У 1948 році закінчив Вищу партійну школу при ЦК ВКП(б) у Москві.
У 1949—1950 роках — заступник міністра освіти Молдавської РСР.
У 1950 — 25 лютого 1952 року — 1-й секретар Кишинівського міського комітету КП(б) Молдавії.
Одночасно, 26 березня 1951 — 17 квітня 1959 року — голова Верховної ради Молдавської РСР.
У лютому — 8 вересня 1952 року — 1-й секретар Кишинівського окружного комітету КП(б) Молдавії.
У 1952—1954 роках — заступник завідувача сільськогосподарського відділу ЦК КП Молдавії.
У 1954—1955 роках — заступник завідувача відділу партійних, профспілкових та комсомольських органів ЦК КП Молдавії.
У 1955—1960 роках — голова виконавчого комітету Бендерської міської ради депутатів трудящих Молдавської РСР.
З 1960 року — персональний пенсіонер у місті Кишиневі.

## Звання
- старший лейтенант
- капітан

## Нагороди
- орден Вітчизняної війни І ст. (10.11.1943)
- орден Вітчизняної війни ІІ ст. (6.04.1985)
- орден Трудового Червоного Прапора
- орден «Знак Пошани»
- медаль «За оборону Кавказу» (1944)
- медаль «За перемогу над Німеччиною у Великій Вітчизняній війні 1941—1945 рр.» (1945)
- медаль «За доблесну працю у Великій Вітчизняній війні 1941—1945 рр.» (1945)
- медалі